# Cordesse
Cordesse település Franciaországban, Saône-et-Loire megyében. Lakosainak száma 195 fő (2022. január 1.). Cordesse Barnay, Dracy-Saint-Loup, Igornay és Reclesne községekkel határos.

## Népesség
A település népességének változása:
| Lakosok száma | 185  | 187  | 193  | 190  | 190  | 191  | 192  | 194  | 195  |
|               | 2013 | 2015 | 2016 | 2017 | 2018 | 2019 | 2020 | 2021 | 2022 |